# Combinata nordică la Jocurile Olimpice de iarnă din 1924
La Jocurile Olimpice de iarnă din 1924 s-a disputat un singur eveniment al probei de combinată nordică. Proba de schi fond a avut loc sâmbătă, 2 februarie 1924, iar cea de sărituri cu schiurile luni, 4 februarie 1924. Spre deosebire de Jocurile Olimpice de astăzi, săritura cu schiurile a fost ultimul eveniment organizat. Ambele evenimente au fost, de asemenea, probe individuale pentru medalii. Câștigătorul, Thorleif Haug a fost și câștigătorul ambelor curse de schi fond, iar podiumul a fost identic cu cel de la 50 km de fond.

## Clasament pe țări
| Loc | Țară                 | Aur | Argint | Bronz | Total |
| --- | -------------------- | --- | ------ | ----- | ----- |
| 1   | Marea Britanie (GBR) | 1   | 1      | 1     | 3     |
|     | Total                | 1   | 1      | 1     | 3     |

## Medaliați
| Probă sportivă    | Aur                            | Argint                             | Bronz                                 |
| Combinata nordică | Thorleif Haug · Norvegia (NOR) | Thoralf Strømstad · Norvegia (NOR) | Johan Grøttumsbråten · Norvegia (NOR) |

## Rezultate

### Clasament final
| Loc | Sportiv                       | Total  |
| --- | ----------------------------- | ------ |
| 1   | Thorleif Haug (NOR)           | 18,906 |
| 2   | Thoralf Strømstad (NOR)       | 18,219 |
| 3   | Johan Grøttumsbråten (NOR)    | 17,854 |
| 4   | Harald Økern (NOR)            | 17,260 |
| 5   | Axel-Herman Nilsson (SWE)     | 14,063 |
| 6   | Josef Adolf (TCH)             | 13,720 |
| 7   | Walter Buchberger (TCH)       | 13,625 |
| 8   | Menotti Jakobsson (SWE)       | 12,823 |
| 9   | Verner Eklöf (FIN)            | 12,583 |
| 10  | Klébert Balmat (FRA)          | 12,333 |
| 11  | Sigurd Overby (USA)           | 12,219 |
| 11  | Peter Schmid (SUI)            | 12,219 |
| 13  | Josef Bím (TCH)               | 12,083 |
| 14  | Alexandre Girard-Bille (SUI)  | 11,604 |
| 15  | Hans Eidenbenz (SUI)          | 11,438 |
| 16  | Sulo Jääskeläinen (FIN)       | 11,365 |
| 17  | Xaver Affentranger (SUI)      | 11,188 |
| 18  | Gilbert Ravanel (FRA)         | 11,063 |
| 19  | Andrzej Krzeptowski (POL)     | 9,531  |
| 20  | Adrien "André" Vandelle (FRA) | 8,167  |
| 21  | Anders Haugen (USA)           | 5,750  |
| 22  | John Carleton (USA)           | 5,104  |
| —   | Ragnar Omtvedt (USA)          | NT     |
| —   | Franciszek Bujak (POL)        | NT     |
| —   | Nils Lindh (SWE)              | NT     |
| —   | István Déván (HUN)            | NT     |
| —   | Aladár Háberl (HUN)           | NT     |
| —   | Béla Szepes (HUN)             | NT     |
| —   | Otakar Německý (TCH)          | NT     |
| —   | Martial Payot (FRA)           | NT     |